# Sylvestre Mudacumura
Sylvestre Mudacumura, né en 1954 à Gatumba (ex préfecture de Gisenyi au Rwanda) et probablement décédé en septembre 2019, était présenté comme le « commandant suprême » de l'aile militaire des Forces démocratiques pour la libération du Rwanda (FDLR), connue sous le nom de Forces Combattantes Abacunguzi (FOCA). La Cour pénale internationale a lancé des poursuites à son encontre.

## Biographie
Il aurait fréquenté une académie militaire à Hambourg (certainement la Führungsakademie der Bundeswehr) pendant deux ans. Pendant le génocide des Tutsis au Rwanda, il aurait occupé les fonctions de commandant adjoint de la garde présidentielle des forces armées rwandaises. 

### Au sein des FDLR

#### Incertitude sur les fonctions exercées

Drapeau des Forces démocratiques de libération du Rwanda

Il est présenté par la CPI et l'ONU comme le plus haut gradé (« commandant suprême ») des FDLR depuis 2003,.      
Toutefois, en 2007, des combattants soulignent qu'il est difficile de savoir qui, entre Mudacumura et Murwanashyaka, a le plus de partisans et par conséquent détient un contrôle effectif sur l'ensemble des troupes. Toutefois, selon un colonel du groupe armé cité dans ledit rapport : après la Déclaration de Rome en 2005, Ignace Murwanashyaka a rendu visite à Sylvestre Mudacumura et le premier « n'était pas en position de décider quoi que ce soit sans consulter le second ».       
Une étude de Human Rights Watch rapporte elle aussi des témoignages d'ex membres qui pointent sa « responsabilité de commandement claire et immédiate sur les forces FDLR ». En ce sens, par exemple, un déserteur indique : « C’est Mudacumura qui donne toutes les instructions et les ordres d’ensemble et les autres suivent ses ordres... Aucune opération ne pourrait jamais être faite sans son consentement ». Néanmoins, un rapport de 2012 du groupe d'experts onusiens sur la RDC mentionne que lorsque Mudacumura a remplacé Murwanashyaka à la présidence des FDLR, il a abandonné le commandement militaire.      

#### Stratégie de combat mise en œuvre
Lors d'un ordre transmis à ses troupes via la radio, il explicite la stratégie mise en oeuvre, semblable à celle d'une guérilla : « Privilégier les opérations de ravitaillement en frappant FARDC pour récupérer les munitions et l’armement ; les hôpitaux et centres de santé pour récupérer les médicaments » et « Attaquer les agglomérations et la population civile pour créer une catastrophe humanitaire qui poussera la communauté internationale à réagir en imposant au Gouvernement de Kigali des négociations avec les FDLR ».

#### Eventuelle implication dans l'assassinat du commandant adjoint des FOCA
Sylvestre Mudacumura aurait été impliqué dans l'assassinat, en décembre 2006, de l'ancien commandant adjoint des FOCA, le colonel Jean-Baptiste Kanyandekwe (décédé des suites d'une intoxication lors d'une fête organisée par les instances dirigeantes du groupe). La raison serait la suivante : Kanyandekwe plaidait pour la fin des hostilités vis-à-vis du pouvoir rwandais et le retour des rebelles stationnés dans l'est de la République démocratique du Congo. 

### Accusations de commission de crimes internationaux

#### Sanctions internationales
En 2009, les actifs détenus par Sylvestre Mudacumura aux États-Unis ont été gelés par le Bureau de contrôle des actifs étrangers en vertu de l'ordre exécutif 13413. Cette action a été menée en concertation avec l'ONU qui l'avait placé dès 2005 sur la liste des individus faisant l'objet de sanctions internationales en raison de sa participation à la Guerre du Kivu,,. 
Entre 2009 et 2017, le département d'État américain a offert une récompense pouvant aller jusqu'à cinq millions USD pour toute information susceptible de mener à son arrestation, son transfert ou sa condamnation.

#### Poursuites devant la Cour pénale internationale
En mai 2012, le Procureur de la Cour demande la délivrance d'un mandat d'arrêt à l'encontre de Sylvestre Mudacumura. Cette requête est rejetée pour manque de précision. Le 13 juillet 2012, les juges acceptent finalement de délivrer un mandat d'arrêt en visant neuf charges de crimes de guerre, faits qui seraient survenus entre janvier 2009 et septembre 2010 dans les provinces du Kivu (nord et sud) et qui engagent sa responsabilité pénale en tant que coauteur indirect,.   
Au cours de l'été, lors d'une conférence de presse conjointe, le Procureur général du Rwanda et l’ambassadeur des États-Unis pour les crimes de guerre — Stephen Rapp (en) — demandent que le mandat soit exécuté.  
En 2015, Human Rights Watch lance un nouvel appel pour qu'il soit arrêté afin que ses troupes cessent de commettre des exactions dans le contexte du conflit armé au Kivu. L'ONG rapporte qu'au cours des trois dernières années, les FDLR ont, parmi d'autres crimes, tué au moins quatre-vingt-quatorze civils et que les personnes qui cherchent à témoigner de ces actes sont éliminées, torturées ou menacées.  

### Liens familiaux
Aidé par Ignace Murwanashyaka, il aurait exfiltré son épouse et ses deux filles en Allemagne après le génocide de 1994. 
Son frère cadet, connu sous le nom de « Big Patrick », aurait disposé de contacts dans bataillon indien de la MONUC. Selon le journal rwandais New Times rapportant des rumeurs, des éléments de la mission auraient aidé Sylvestre Mudacumura, alors malade, en novembre 2009.  
Son beau-frère, le lieutenant-colonel Edmond Ngarambe, était le porte-parole des FOCA avant d'être capturé lors de l'opération Umoja Wetu de 2009 en RDC,.  

### Annonce de sa mort
Selon les forces armées de la RDC, Sylvestre Mudacumura aurait été tué sur le territoire de Rutshuru dans la nuit du 17 au 18 septembre 2019 « ainsi que ses lieutenants les plus proches »,. Le porte-parole de l'armée congolaise déclare à ce propos : « La neutralisation de Sylvestre Mudacumura est une bonne nouvelle pour l’armée congolaise, car il était à la tête de la branche radicale [des FLDR] qui s’est opposée au rapatriement volontaire au Rwanda. Sa neutralisation est un signal fort pour les autres rebelles qui hésitent à se rendre ».  
La véracité de cette information, qui éteindrait de facto les poursuites à son encontre, n'a pas été confirmée par la Cour pénale internationale depuis lors.